# Liste der Biografien/Schmidb
Liste der Biografien |
Portal Biografien |
Personensuche
# |
A |
B |
C |
D |
E |
F |
G |
H |
I |
J |
K |
L |
M |
N |
O |
P |
Q |
R |
S |
T |
U |
V |
W |
X |
Y |
Z |
?
 
Sa |
Sb |
Sc |
Sd |
Se |
Sf |
Sg |
Sh |
Si |
Sj |
Sk |
Sl |
Sm |
Sn |
So |
Sp |
Sq |
Sr |
Ss |
St |
Su |
Sv |
Sw |
Sy |
Sz
 
Sca–Sce |
Sch |
Sci–Scz
 
Scha |
Schc |
Schd |
Sche |
Schg |
Schi |
Schj |
Schk |
Schl |
Schm |
Schn |
Scho |
Schp |
Schr |
Schs |
Scht |
Schu |
Schv |
Schw |
Schy
 
Schma |
Schme |
Schmi |
Schmo |
Schmu |
Schmy
 
Schmic |
Schmid |
Schmie |
Schmig |
Schmik |
Schmil |
Schmin |
Schmir |
Schmis |
Schmit
 
Schmida |
Schmidb |
Schmide |
Schmidf |
Schmidg |
Schmidh |
Schmidi |
Schmidj |
Schmidk |
Schmidl |
Schmidm |
Schmidp |
Schmidr |
Schmids |
Schmidt |
Schmid, A |
Schmid, B |
Schmid, C |
Schmid, D |
Schmid, E |
Schmid, F |
Schmid, G |
Schmid, H |
Schmid, I |
Schmid, J |
Schmid, K |
Schmid, L |
Schmid, M |
Schmid, N |
Schmid, O |
Schmid, P |
Schmid, R |
Schmid, S |
Schmid, T |
Schmid, U |
Schmid, V |
Schmid, W |
Schmid, Y
Die Liste der Biografien führt alle Personen auf, die in der deutschsprachigen Wikipedia einen Artikel haben. Dieses ist eine Teilliste mit 27 Einträgen von Personen, deren Namen mit den Buchstaben „Schmidb“ beginnt.

## Schmidb

### Schmidba
- Schmidbauer, Anton (1877–1964), österreichischer Politiker (VdU), Landtagsabgeordneter
- Schmidbauer, Barbara (* 1937), deutsche Politikerin (SPD), MdEP
- Schmidbauer, Bernd (* 1939), deutscher Politiker (CDU), MdB
- Schmidbauer, Dagmar Isabell (* 1962), deutsche Autorin
- Schmidbauer, Georg (1814–1875), bayerischer katholischer Geistlicher und Abgeordneter
- Schmidbauer, Horst (1940–2024), deutscher Politiker (SPD), MdB
- Schmidbauer, Horst (* 1964), deutscher Fußballspieler
- Schmidbauer, Josef (1816–1886), österreichischer Politiker
- Schmidbauer, Josef (1913–1971), deutscher Bauingenieur für Geotechnik
- Schmidbauer, Kerstin (* 1968), deutsche Filmproduzentin
- Schmidbauer, Konrad (1895–1945), deutscher Kriminalbeamter und SS-Führer
- Schmidbauer, Lea (* 1971), deutsche Drehbuch- und Jugendbuchautorin
- Schmidbauer, Maximilian (* 2001), österreichischer Radsportler
- Schmidbauer, Richard (1881–1975), deutscher Bibliothekar und Bibliotheksleiter
- Schmidbauer, Sarah-Lavinia (* 1980), deutsche Schauspielerin
- Schmidbauer, Werner (* 1961), deutscher Moderator und MusikerWerner Schmidbauer (* 1961)

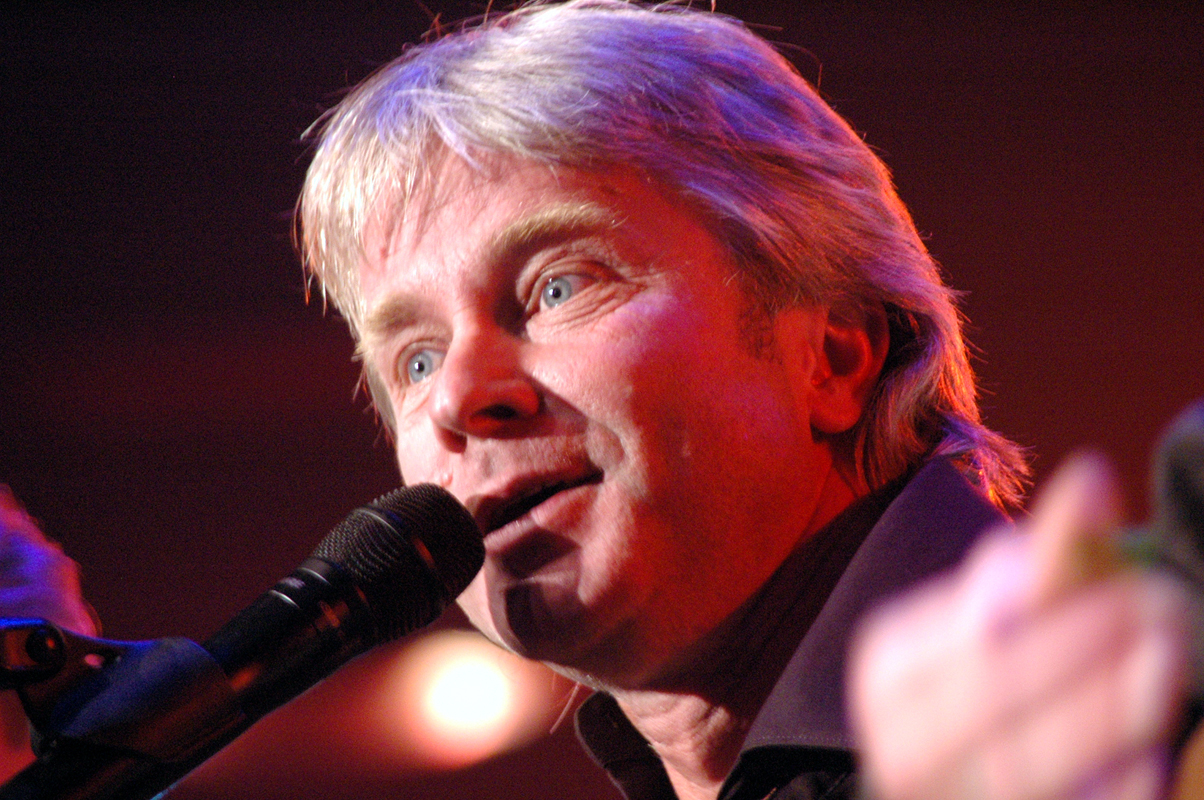
Werner Schmidbauer (* 1961)

- Schmidbauer, Wilhelm (* 1958), deutscher Rechtswissenschaftler, ehemaliger Präsident des Polizeipräsidiums München, Landespolizeipräsident Bayern, Sachbuchautor
- Schmidbauer, Wolfgang (* 1941), deutscher Psychoanalytiker und Autor
- Schmidbaur, Hans Christian (* 1964), deutscher Theologe
- Schmidbaur, Hubert (* 1934), deutscher Chemiker und Hochschullehrer

### Schmidbe
- Schmidberg, Ludwig von (1594–1657), Militärperson im Dreißigjährigen Krieg
- Schmidberger, Emil (* 1996), deutscher Ruderer
- Schmidberger, Franz (* 1946), deutscher katholischer Priester
- Schmidberger, Hans (1925–2024), deutscher Architekt
- Schmidberger, Josef (1773–1844), österreichischer Priester und Pomologe
- Schmidberger, Katrin (* 1982), deutsche Politikerin (Bündnis 90/Die Grünen), MdA
- Schmidberger, Thomas (* 1991), deutscher Tischtennisspieler